# Mariano Néstor Torres
Mariano Néstor Torres (* 19. Mai 1987) ist ein argentinischer Fußballspieler.

## Leben und Karriere
Torres begann seine Karriere in der Jugend des argentinischen Großvereines Boca Juniors in seiner Heimatstadt Buenos Aires. Nach einem abgeschlossenen Kooperationsvertrag der Argentinier mit den österreichischen Klub LASK Linz, kam er zusammen mit seinem Kollegen Matias Nicolas Rodriguez nach Österreich um die LASKler zu verstärken. Sein Debüt in Österreich gab der junge Argentinier am 17. Februar 2008 in der 24. Runde beim Spiel zwischen dem LASK und SV Ried, welches der LASK 1:0 gewann. Torres wurde in der 67. Minute ausgewechselt. Zum ersten Mal spielte Torres im Dress des LASK beim Salzburger Hallencup im Dezember 2007. Damals ließ er gleich seine Klasse aufblitzen und half dem LASK mit seinen drei Toren zum Turniertitel. Seither beackert er den linken Flügel der Linzer und ist auch in der Startformation gesetzt.
Aktuell ist er von den Boca Juniors an den argentinischen Zweitligisten CD Godoy Cruz verliehen. 2009 kehrte er in die zweite Mannschaft zurück.